# سرود ملی کره جنوبی
ئگوگا  (هانگول: 애국가، هانجا: 愛國歌) سرود ملی جمهوری کره است. این سرود احتمالاً در اواخر سده نوزدهم نوشته شده‌است و نام آن (ئِگوگا) به معنای «سرود مهر میهن» است.
به دلیل برخی شباهت‌های موسیقایی شایعه‌هایی مبنی بر اینکه سرود ملی ایران از روی سرود ملی کره جنوبی کپی شده‌است در فضای مجازی و شبکه‌های اجتماعی شکل گرفت.

## متن
|          | هانگول                                                             | هانگول و هانجا                                                     | آواگردانی به خط لاتین                                                                      | برگردان فارس |
| -------- | ------------------------------------------------------------------ | ------------------------------------------------------------------ | ------------------------------------------------------------------------------------------ | --- |
| ۱        | 동해 물과 백두산이 마르고 닳도록 하느님이 보우하사 우리나라 만세   | 東海 물과 白頭山이 마르고 닳도록 하느님이 保佑하사 우리나라 萬歲   | Donghae mulgwa Baekdoosani mareugo daltorok Haneunimi bowoohasa oorinara manseh            | تا بدان روزی که کوه پکتو پابرجاست و آب‌های دریای خاور نخشکیده‌است پروردگارا، کشور ما را پاس بدار و نگاه دار!                                            |
| ۲        | 남산 위에 저 소나무 철갑을 두른 듯 바람서리 불변함은 우리 기상일세 | 南山 위에 저 소나무 鐵甲을 두른 듯 바람서리 不變함은 우리 氣像일세 | Namsan wie jeo sonamu cheolgabeul dureun deut Baram seori bulbyeonhameun uri gisangilse    | ختمی‌های درختی و مسافت سه هزار فرسنگ از رودخانه‌های پرشکوه و کوهساران؛ ای مردم بزرگ کره، به راه بزرگ کره‌ای، همیشه وفادار بمانید                         |
| ۳        | 가을 하늘 공활한데 높고 구름 없이 밝은 달은 우리 가슴 일편단심일세 | 가을 하늘 空豁한데 높고 구름 없이 밝은 달은 우리 가슴 一片丹心일세 | Ga-eul haneul gonghwalhande nopgo gureum eopsi Balgeun dareun uri gaseum ilpyeondansimilse | همان‌گونه که کاج‌ها بر قله نامسان استوار ایستاده‌اند و باد و یخبندان را تاب می‌آورند آنسان که گویی زره بر تن دارند، روحیه پایدار ما نیز همین‌سان خواهد بود |
| ۴        | 이 기상과 이 맘으로 충성을 다하여 괴로우나 즐거우나 나라 사랑하세  | 이 氣像과 이 맘으로 忠誠을 다하여 괴로우나 즐거우나 나라 사랑하세  | I gisanggwa i mameuro chungseong-eul dahayeo Goerouna jeulgeouna nara saranghase           | آسمان‌های فصل خزان تهی و پهناور است، رفیع و بی‌ابر؛ ماه درخشنده قلب ماست، یکدله و وفادار.                                                               |
| ترجیع‌بند | 무궁화 삼천리 화려강산 대한사람 대한으로 길이 보전하세             | 無窮花 三千里 華麗江山 大韓사람 大韓으로 길이 保全하세             | Mugunghwa samcheolli hwaryeogangsan Daehansaram daehaneuro giri bojeonhase                 | با این روحیه و این اندیشه، بیایید تا چه در رنج و چه در شادی، تمامی وفاداری خود را، به مهر میهن ارزانی داریم.                                          |